# رشته‌کوه اسکاندیناوی
رشته‌کوه اسکاندیناوی (به انگلیسی: Scandinavian Mountains) رشته‌کوه‌ای است ۱۷۰۰ کیلومتری، کشیده شده در شبه جزیره اسکاندیناوی. مرتفع‌ترین قله آن ۲٬۴۶۹ متر است. این کوهستان در کشورهای نروژ، سوئد و فنلاند است.